# Cicne (fill d'Estènel)

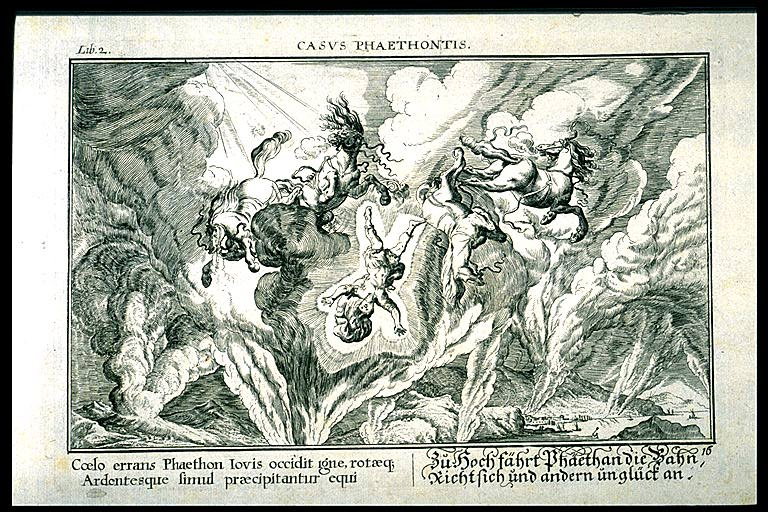
Il·lustració de Cicne i Faetont, usada per una edició del segle XVIII de la Les Metamorfosis d'Ovidi.

D'acord amb la mitologia grega, Cicne (en grec antic Κύκνος) va ser un rei dels lígurs, fill d'Estènel.
Era molt amic de Faetont, i plorà intensament la seva mort quan aquell heroi va ser fulminat per Zeus. Els déus, compadits, el transformaren en cigne. Apol·lo l'havia dotat d'una veu melodiosa, i així s'expliquen els cants dels cignes quan han de morir.